# STRIPE!
「STRIPE!」（ストライプ!）は、1998年11月26日に発売された槇原敬之の21枚目のシングル。発売元はSME Records。

## 解説
本作からソニー・ミュージックレコーズ内で、Sony RecordsからSME Records（ソニー・ミュージックレコーズ内レーベル）へレーベル移籍。槇原のシングルで、最後の8cmシングル。ジャケットはフリスクのパッケージのパロディ。スキーをテーマにしたアルペンCMソング。
C/W曲「Merry-go-round」は後に発売のベスト・アルバムに収録。着うたフルやmoraで配信（2008年11月19日発売『Personal Soundtracks』初回盤に'08ヴァージョンで収録）。
本作発売の1998年クリスマス時期にオフィシャルHP特設ページにて期間限定で「Merry-go-round（Christmas Mix）」をストリーミング公開。鈴の音を若干強調させ、最後のサビのコーラス「It's just like merry-go-round, merry-go-round」の部分を「I wish your merry christmas, merry christmas」と歌唱。「Merry-go-round（Christmas Mix）」は現在も未商品化。

## 収録曲
作詞・作曲・編曲：槇原敬之
1. STRIPE!
2. Merry-go-round
3. STRIPE! （Backing Track）